# Otto Scrinzi
Otto Scrinzi (n. 5 februarie 1918, Lienz) este un medic și politician austriac. Scrinzi este reprezentantul extremismului de dreapta.
1. ↑  Otto Scrinzi, Munzinger Personen, accesat în 9 octombrie 2017
2. ↑  Otto Scrinzi tot (în neerlandeză), accesat în 16 octombrie 2012
3. ↑  CONOR.SI[*] Verificați valoarea |titlelink= (ajutor)
4. ↑  Czech National Authority Database, accesat în 1 martie 2022
5. ↑   http://www.assembly.coe.int/nw/xml/AssemblyList/MP-Details-EN.asp?MemberID=1218 Lipsește sau este vid: |title= (ajutor)